# هانا هارت
هانا هارت (بالإنجليزية: Hannah Hart)‏ هي يوتيوبية ومؤلفة وممثلة أمريكية، ولدت في 2 نوفمبر 1986 ببالو ألتو في الولايات المتحدة.

## وصلات خارجية
- هانا هارت على موقع IMDb (الإنجليزية)
- هانا هارت على موقع ميوزك برينز (الإنجليزية)
- هانا هارت على موقع قاعدة بيانات الفيلم (الإنجليزية)